# Fumagillin
Fumagillin ist ein komplexes Biomolekül, vom Sesquiterpen-Typ.

## Vorkommen

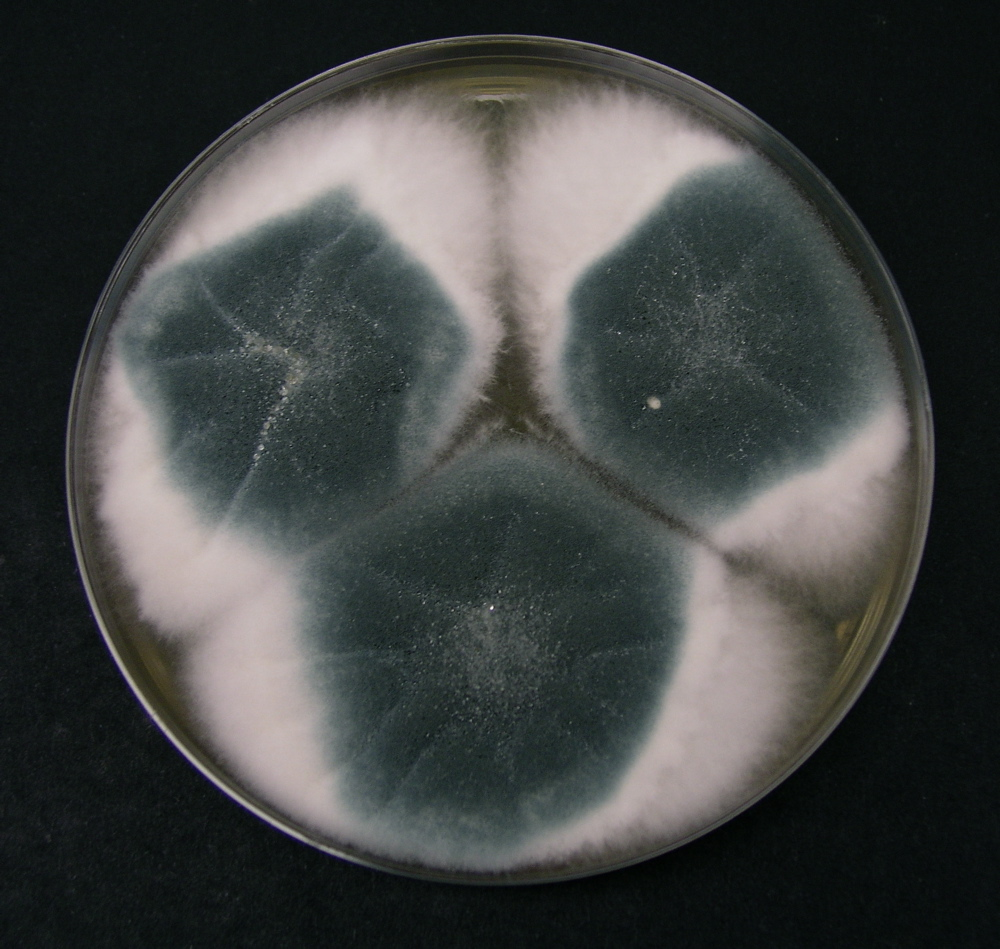
Aspergillus fumigatus

In der Natur kommt es in Aspergillus fumigatus und in Penicillium nigricans vor.

## Anwendung
In Nordamerika ist es in verschiedenen Formen zugelassen und wird bei Mikrosporidiose eingesetzt. Eine topische Anwendung kann bei mikrosporidialer Keratokonjunktivitis erfolgen. Bei Nosemose wird es in Zuckersirup gemischt.
Wirkungen gegen Malaria, Amöben, Leishmanien und Trypanosomen sowie gegen Neovaskularisation sind nachgewiesen und befinden sich derzeit in weiterer Erforschung.

## Wirksamkeit
Fumagillin bindet über das Spiroepoxid irreversibel an eine Histidingruppe von Methionin-Aminopeptidasen (MetAP), die neu synthetisierte Proteine um die dem Start-codon entsprechende N-terminale Methioningruppe verkürzen. Da dieser Schritt für die Biosynthese funktionaler Proteine essentiell ist, sterben Organismen mit nur einem Subtyp an MetAP. Aus diesem Grund werden MetAP-Inhibitoren und somit auch Fumagillin und seine Derivate unter anderem als potentielle Antibiotika erforscht. Es wurde des Weiteren beobachtet, dass Fumagillin beim Menschen, der zwei MetAP-Subtypen besitzt, die Angioneogenese hemmt, was dazu geführt hat, dass Fumagillin und seine Derivate als Medikamente in der Krebstherapie erforscht wurden bzw. werden.

## Nebenwirkungen
Da Gewichtsverlust beobachtet wurde, wird an Derivaten geforscht.
In klinischen Studien hat sich gezeigt, dass Fumagillin als Medikament zur Krebstherapie, aufgrund seiner hohen Neurotoxizität, ungeeignet ist, was zur Entwicklung von zahlreichen synthetischen und halbsynthetischen Derivaten geführt hat.

## Weiteres
Spaltet man von Fumagillin die saure Seitenkette ab, so resultiert der Alkohol Fumagillol, der immunsuppressiv wirkt.

## Handelsnamen
- Amebacillin, Fumagilin, Fumidil B